# Elia Zeni
Elia Zeni (* 5. Juni 2001 in Cavalese im Trentino) ist ein italienischer Biathlet. Er wurde 2022 Vizejuniorenweltmeister mit der Staffel und stand bisher zweimal auf einem Weltcuppodest.

## Sportliche Laufbahn
Elia Zenis erste internationale Meisterschaften waren die Jugendweltmeisterschaften 2020 in der Lenzerheide, wo er 16. im Sprint und Achter mit der Staffel wurde. Im Dezember 2021 gab er sein Debüt im IBU-Junior-Cup und erreichte gleich bei seinem ersten Rennen, dem Einzel von Martell, das Podest. Auch mit der Mixedstaffel ging es unter die besten Drei, man musste sich nur der deutschen Mannschaft geschlagen geben. An den Juniorenweltmeisterschaften 2022 nahm der Italiener ebenfalls teil, während er in den Individualbewerben nicht besonders überzeugen konnte, gewann er mit Iacopo Leonesio, David Zingerle und Michele Molinari hinter Frankreich die Silbermedaille. Zu Beginn des Folgewinters war Zeni in Martell wieder im Juniorcup unterwegs, erreichte in Sprint und Massenstart das Podest und war im Supersprint sogar siegreich. Daraufhin startete er bis in den Januar im IBU-Cup, wo es viermal unter die besten 20 sowie auf der Pokljuka sogar auf Platz 5 im Sprint ging. Der schnelle Aufstieg führte im zweiten Trimester dazu, dass Zeni bei seinem Heimweltcup in Antholz seinen Einstand auf der höchsten Rennebene gab und auf Anhieb das Verfolgungsrennen erreichte sowie mit Patrick Braunhofer, Tommaso Giacomel und Didier Bionaz als Schlussläufer der Herrenstaffel den fünften Rang ins Ziel brachte. Damit bekam der Italiener bei den Weltmeisterschaften 2023 in Oberhof mehrere Einsätze, wurde im Verfolger 48. sowie mit Giacomel, Bionaz und Lukas Hofer Staffelsiebter. Seinen ersten Weltcuppunkt gewann Elia Zeni am Wochenende von Östersund als 40. des Einzelwettkampfes.
Steigern konnte sich Zeni in der Saison 2023/24, in der er den 48. Rang des Endklassements belegte. Im Saisonverlauf gelang es ihm mehrfach, sein persönliches Bestergebnis zu unterbieten; unter anderem mit Rang 26 im Verfolgungsrennen von Ruhpolding, später mit Platz 24 im Sprint von Canmore. Erfolg hatte er auch mit der Herrenstaffel, die viermal unter die besten fünf lief. Dabei gelang es den Italienern in Ruhpolding und Oberhof (jeweils in der Besetzung Zeni – Bionaz – Hofer – Giacomel) zudem, den dritten Platz zu erreichen. Im Winter 2023/24 gelang Zeni hingegen nur in zwei Wettkämpfen ein Ergebnis in den Punkterängen, mit der Männerstaffel verpasste er in Antholz als Vierter knapp das Podest. Jedoch nahm er erneut an den Weltmeisterschaften teil und belegte Rang 55 im Einzel sowie Platz fünf mit der Staffel.

## Persönliches
Zeni stammt aus Tesero im Fleimstal (Trentino).

## Statistiken

### Weltcupplatzierungen
Die Tabelle zeigt alle Platzierungen (je nach Austragungsjahr einschließlich Olympische Spiele und Weltmeisterschaften).
- 1.–3. Platz: Anzahl der Podiumsplatzierungen
- Top 10: Anzahl der Platzierungen unter den ersten zehn (einschließlich Podium)
- Punkteränge: Anzahl der Platzierungen innerhalb der Punkteränge (einschließlich Podium und Top 10)
- Starts: Anzahl gelaufener Rennen in der jeweiligen Disziplin
- Staffel: inklusive Mixed- und Single-Mixed-Staffeln

| Platzierung               | Einzel | Sprint | Verfolgung | Massenstart | Staffel | Gesamt |
| ------------------------- | ------ | ------ | ---------- | ----------- | ------- | ------ |
| 1. Platz                  |        |        |            |             |         |        |
| 2. Platz                  |        |        |            |             |         |        |
| 3. Platz                  |        |        |            |             | 2       | 2      |
| Top 10                    |        |        |            |             | 9       | 9      |
| Punkteränge               | 1      | 4      | 5          |             | 11      | 21     |
| Starts                    | 7      | 15     | 11         |             | 11      | 44     |
| Stand: Saisonende 2024/25 |        |        |            |             |         |        |

### Weltcupwertungen

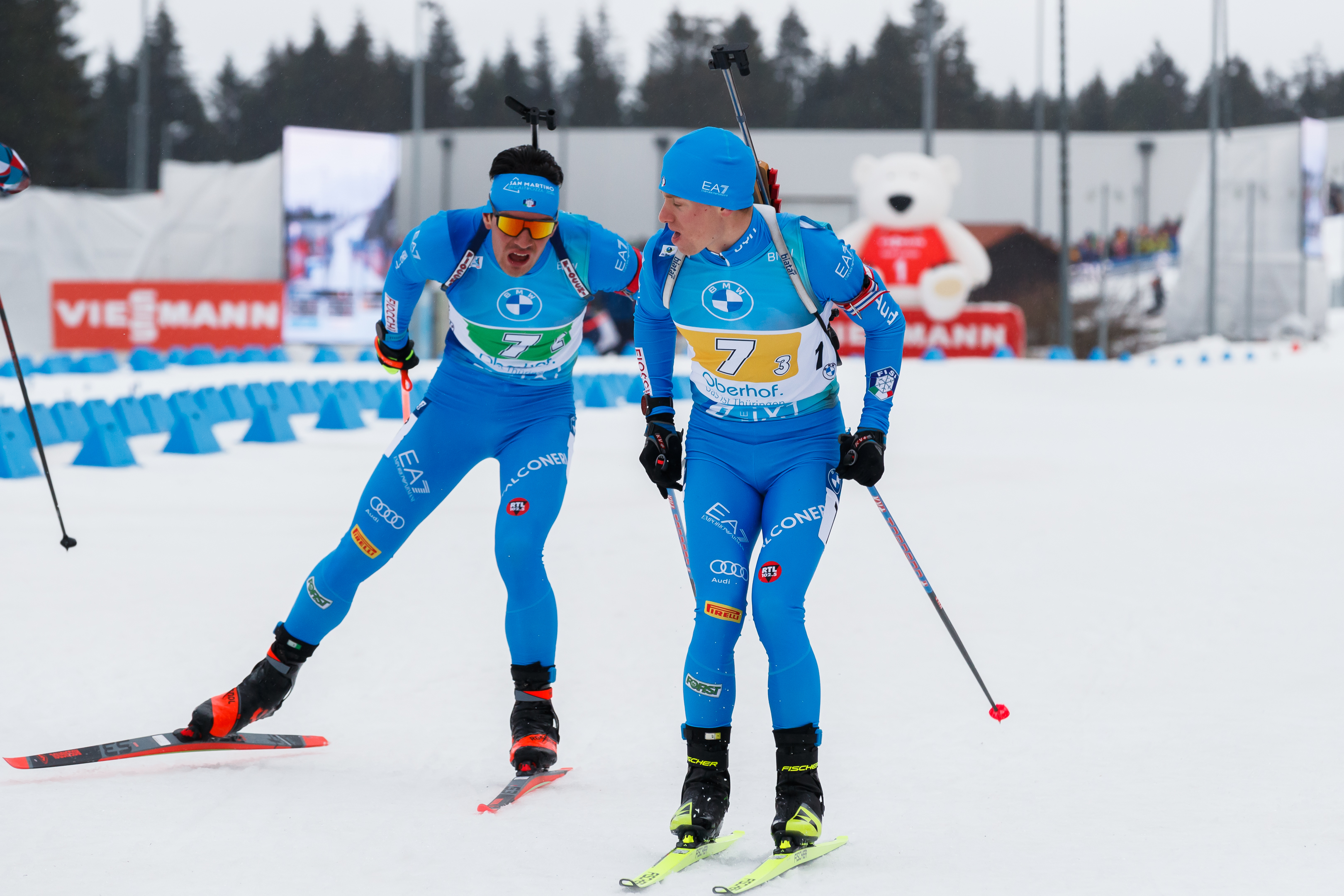
WM 2023: Tommaso Giacomel übergibt das Staffelrennen an Elia Zeni

Ergebnisse bei Weltcups (Disziplinen- und Gesamtweltcup) gemäß Punktesystem.
| Saison  | Einzel | Einzel | Sprint | Sprint | Verfolgung | Verfolgung | Massenstart | Massenstart | Gesamt | Gesamt |
| Saison  | Platz  | Punkte | Platz  | Punkte | Platz      | Punkte     | Platz       | Punkte      | Platz  | Punkte |
| ------- | ------ | ------ | ------ | ------ | ---------- | ---------- | ----------- | ----------- | ------ | ------ |
| 2022/23 | 65.    | 1      | –      | –      | –          | –          | –           | –           | 94.    | 1      |
| 2023/24 | –      | –      | 57.    | 32     | 64.        | 32         | –           | –           | 48.    | 64     |
| 2024/25 | –      | –      | 67.    | 9      | 73.        | 1          | –           | –           | 76.    | 10     |

### Biathlon-Weltmeisterschaften
Ergebnisse bei den Weltmeisterschaften:
| Weltmeisterschaften | Weltmeisterschaften | Einzelwettbewerbe | Einzelwettbewerbe | Einzelwettbewerbe | Einzelwettbewerbe | Staffelwettbewerbe | Staffelwettbewerbe | Staffelwettbewerbe |
| Jahr                | Ort                 | Einzel            | Sprint            | Verfolgung        | Massenstart       | Herrenstaffel      | Mixedstaffel       | S.-M.-Staffel      |
| ------------------- | ------------------- | ----------------- | ----------------- | ----------------- | ----------------- | ------------------ | ------------------ | ------------------ |
| 2023                | Oberhof             | 48.               | 53.               | 53.               | –                 | 7.                 | –                  | –                  |
| 2024                | Nové Město          | 53.               | –                 | –                 | –                 | 6.                 | –                  | –                  |
| 2025                | Lenzerheide         | 55.               | –                 | –                 | –                 | 5.                 | –                  | –                  |

### Jugend-/Juniorenweltmeisterschaften
Zeni nahm 2020 an den Jugend- und 2022 an den Juniorenwettkämpfen teil.
| Weltmeisterschaften | Weltmeisterschaften | Einzelwettbewerbe | Einzelwettbewerbe | Einzelwettbewerbe | Herrenstaffel |
| Jahr                | Ort                 | Einzel            | Sprint            | Verfolgung        | Herrenstaffel |
| ------------------- | ------------------- | ----------------- | ----------------- | ----------------- | ------------- |
| 2020                | Lenzerheide         | 36.               | 16.               | 23.               | 8.            |
| 2022                | Soldier Hollow      | 30.               | 27.               | 31.               | 2.            |

### Junior-Cup-Siege
| Nr. | Datum         | Ort     | Disziplin   |
| --- | ------------- | ------- | ----------- |
| 1.  | 10. Dez. 2022 | Martell | Supersprint |